# Camponotus cleobulus
Camponotus cleobulus är en myrart som beskrevs av Santschi 1919. Camponotus cleobulus ingår i släktet hästmyror, och familjen myror. Inga underarter finns listade.